# Leiurus dekeyseri
Espèce
Leiurus dekeyseri est une espèce de scorpions de la famille des Buthidae.

## Distribution
Cette espèce est endémique de Mauritanie. Elle se rencontre vers Néma.

## Description
La femelle holotype mesure 71,5 mm.

## Étymologie
Cette espèce est nommée en l'honneur de Pierre Louis Dekeyser.

## Publication originale
- Lourenço, 2020 : « Why does the number of dangerous species of scorpions increase? The particular case of the genus Leiurus Ehrenberg (Buthidae) in Africa. » Journal of Venomous Animals and Toxins including Tropical Diseases, vol. 26, p. 1-9 (texte intégral).